# Xenon(II) nitrat
Xenon(II) nitrat, còn được gọi là xenon dinitrat, là một hợp chất vô cơ bao gồm một nguyên tử xenon liên kết với hai nhóm nitrat, có công thức hóa học Xe(NO3)2. Nó có thể được tạo ra bằng cách cho xenon difluoride phản ứng với acid nitric khan, nhưng nó chỉ tồn tại trong một thời gian ngắn trước khi bị phân hủy, do đó nó chưa được phân lập và có đầy đủ đặc điểm. Một hợp chất liên quan, xenon fluoride nitrat, đã được tạo ra và đủ ổn định để được nghiên cứu chi tiết hơn.

## Điều chế
Xenon(II) nitrat có thể được điều chế bằng phản ứng sau:
XeF2 + 2HNO3 → Xe(NO3)2 + 2HF
Phản ứng này tạo ra chất rắn màu nâu đỏ. Tuy nhiên, nó phân hủy ở 23 °C, giải phóng khí xenon:
Xe(NO3)2 → Xe + O2NOONO2 (một peroxide nitơ không bền)